# Sint-Laurentiuskerk (Ename)
De Sint-Laurentiuskerk is een kerk in Ename, een deelgemeente van de Belgische stad Oudenaarde. De kerk is een van de best bewaarde vroegromaanse kerken in België, gebouwd in ottoonse stijl. Ze is opgedragen aan Laurentius van Rome, een martelaar uit de 3e eeuw.
De Sint-Laurentiuskerk werd gebouwd in opdracht van graaf Herman van Verdun (998-1024) tijdens zijn ambtsperiode als markgraaf van Ename. Ename lag op dat moment op de grens tussen Frankrijk en het Duitse Rijk en nam derhalve een zeer strategische positie in. Met de bouw van de kerk wilde Herman van Verdun zijn trouw aan de Duitse keizer tonen, vandaar de stijl van de grote rijkskerken.
In 1778 werd een classicistische ingangspoort aan de toren gebouwd. Aan de binnenkant werd de nieuwe ingang overkoepeld met een rondboog waar een doksaal op werd gebouwd. Bij renovatiewerken aan de kerk werd in 1992 het 18de-eeuwse orgelfront van het oorspronkelijke Van Peteghemorgel weggenomen. Daarachter werden romaanse muurschilderingen in Byzantijnse stijl ontdekt.
De kerk is een etappe van de Francia Media Heritage Route.

## Galerij

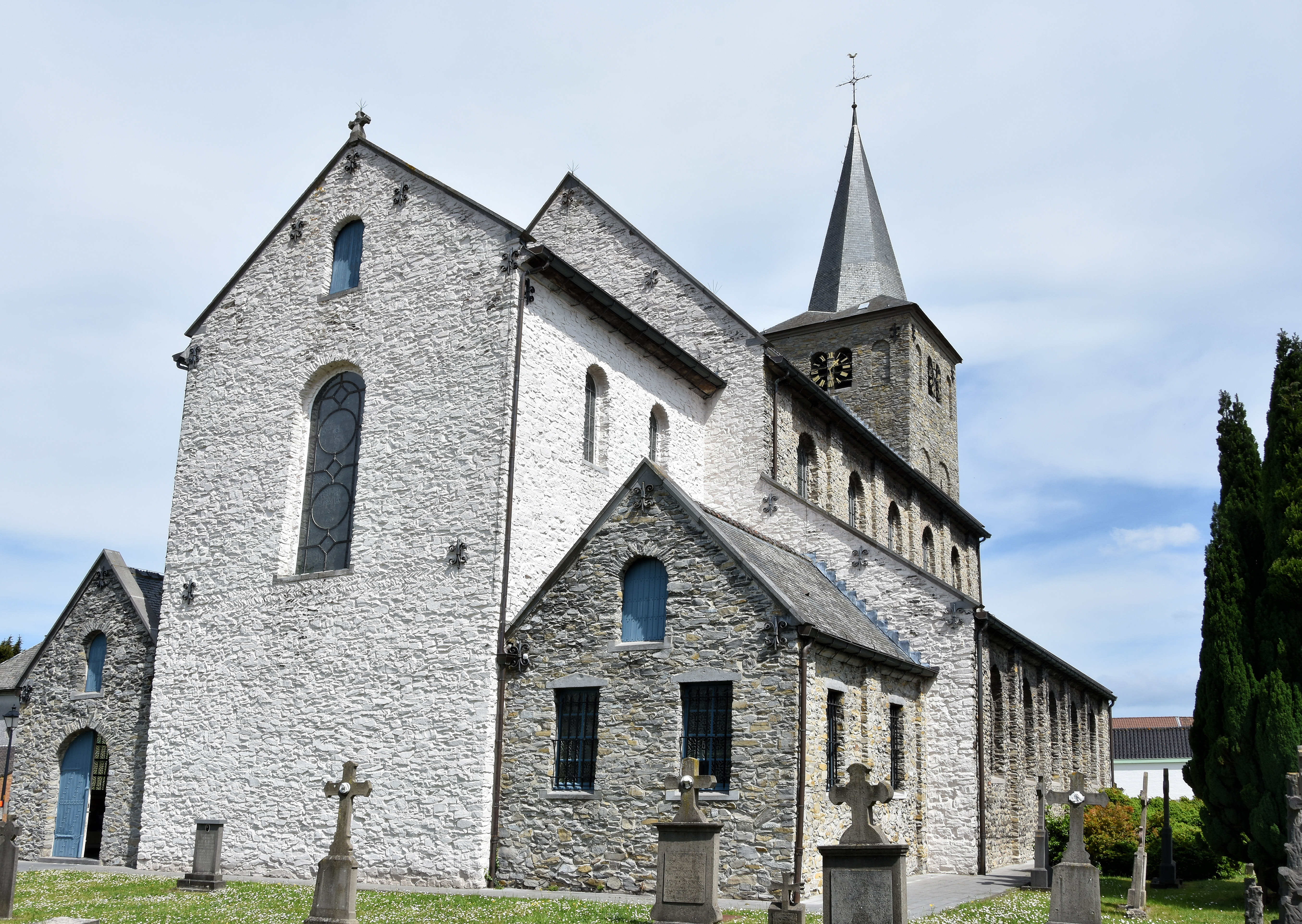
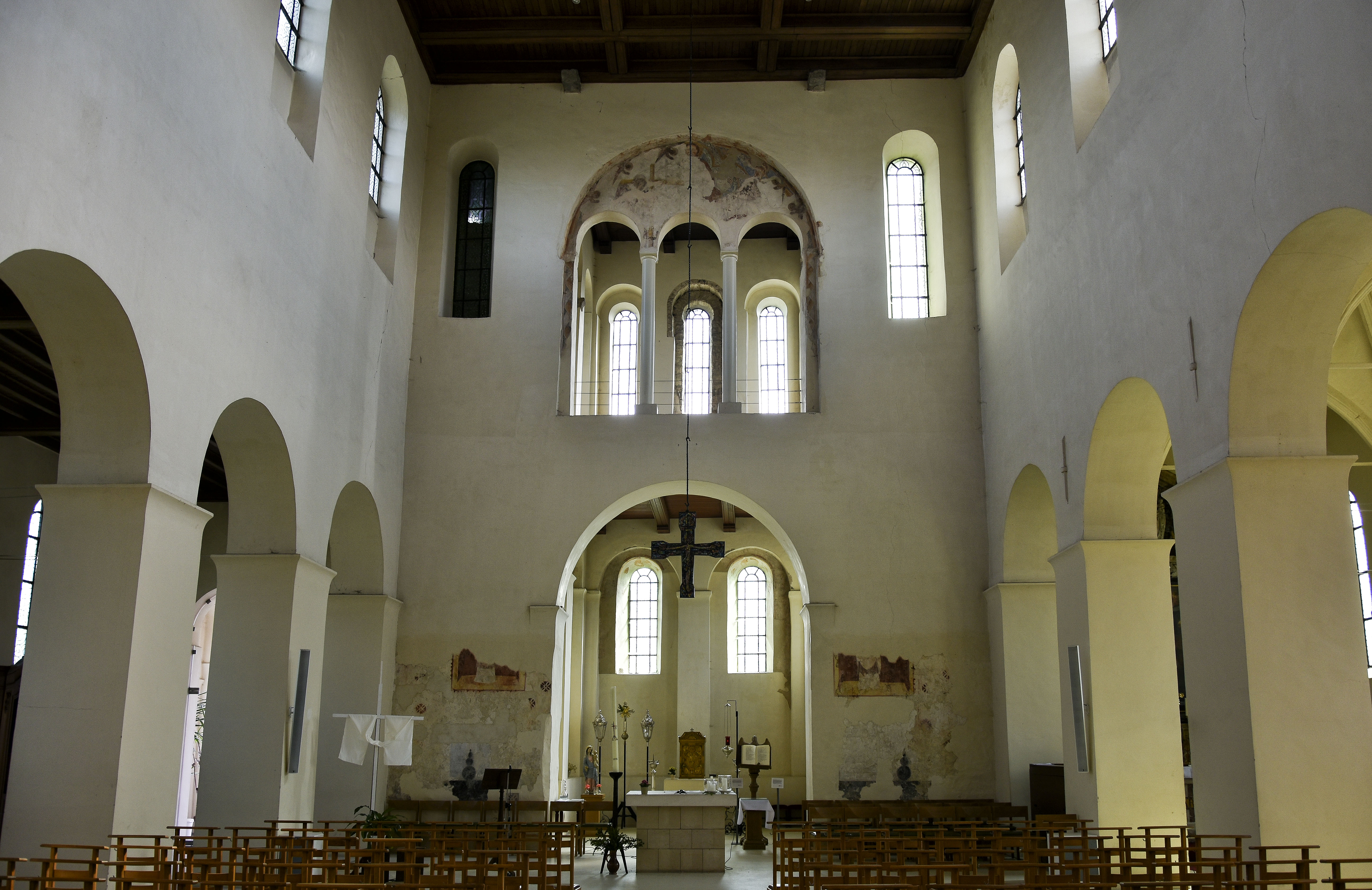
Bovenaan de muurboog met  muurschilderingen
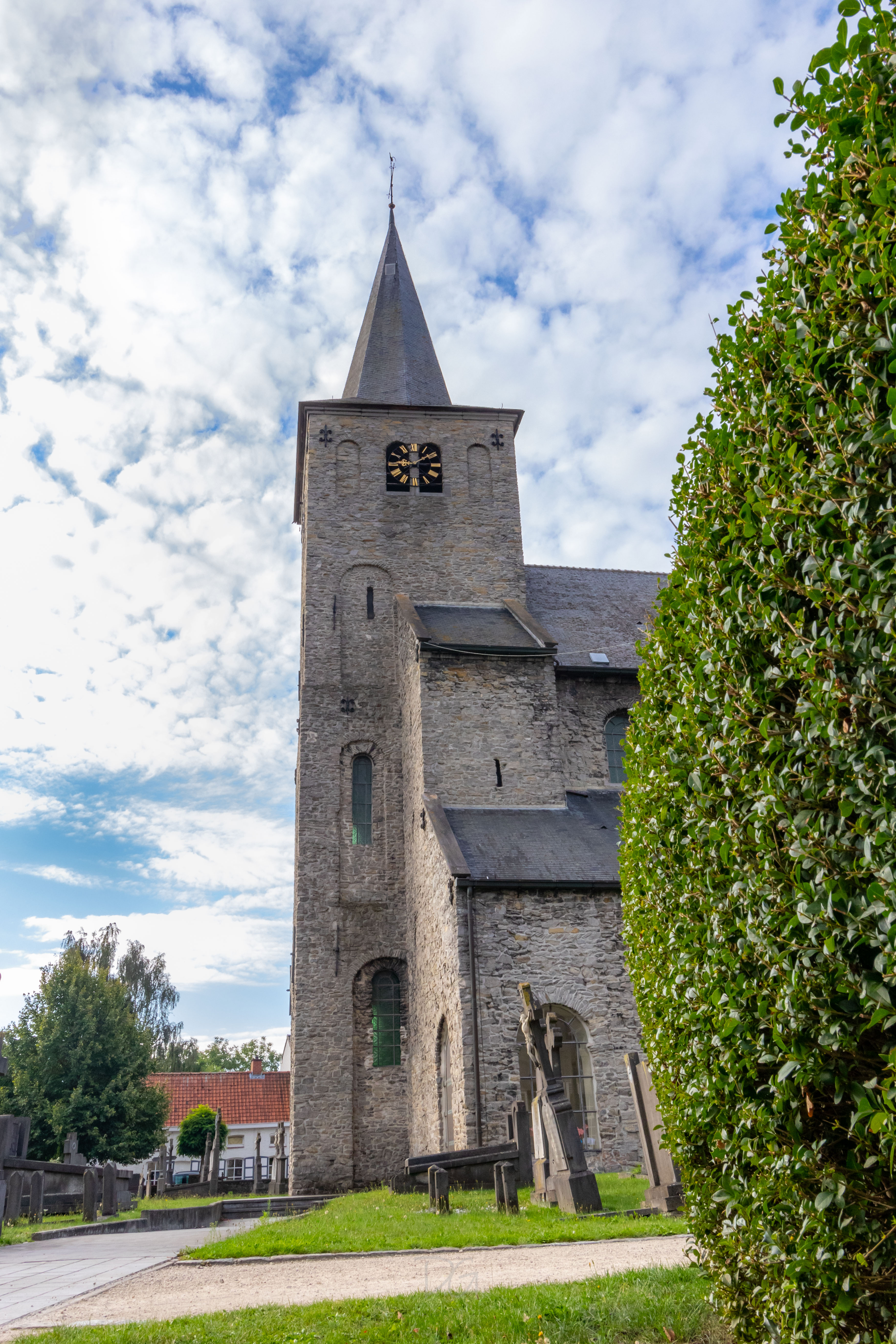
Zijkant van de kerk

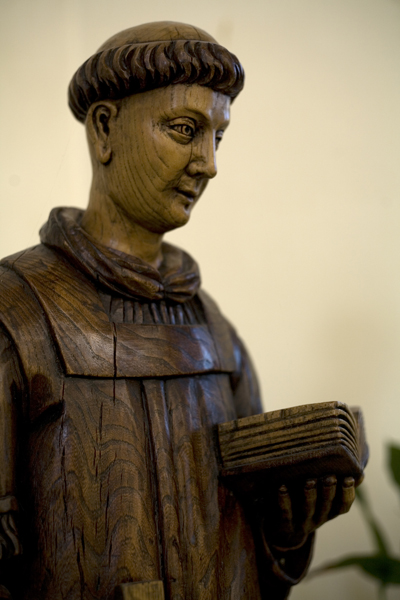
Sint Laurentius
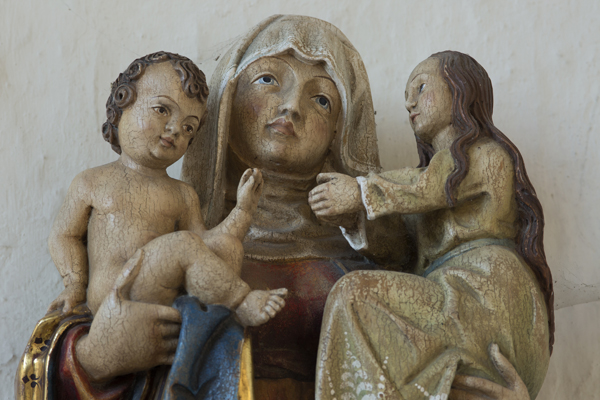
Anna te Drieën
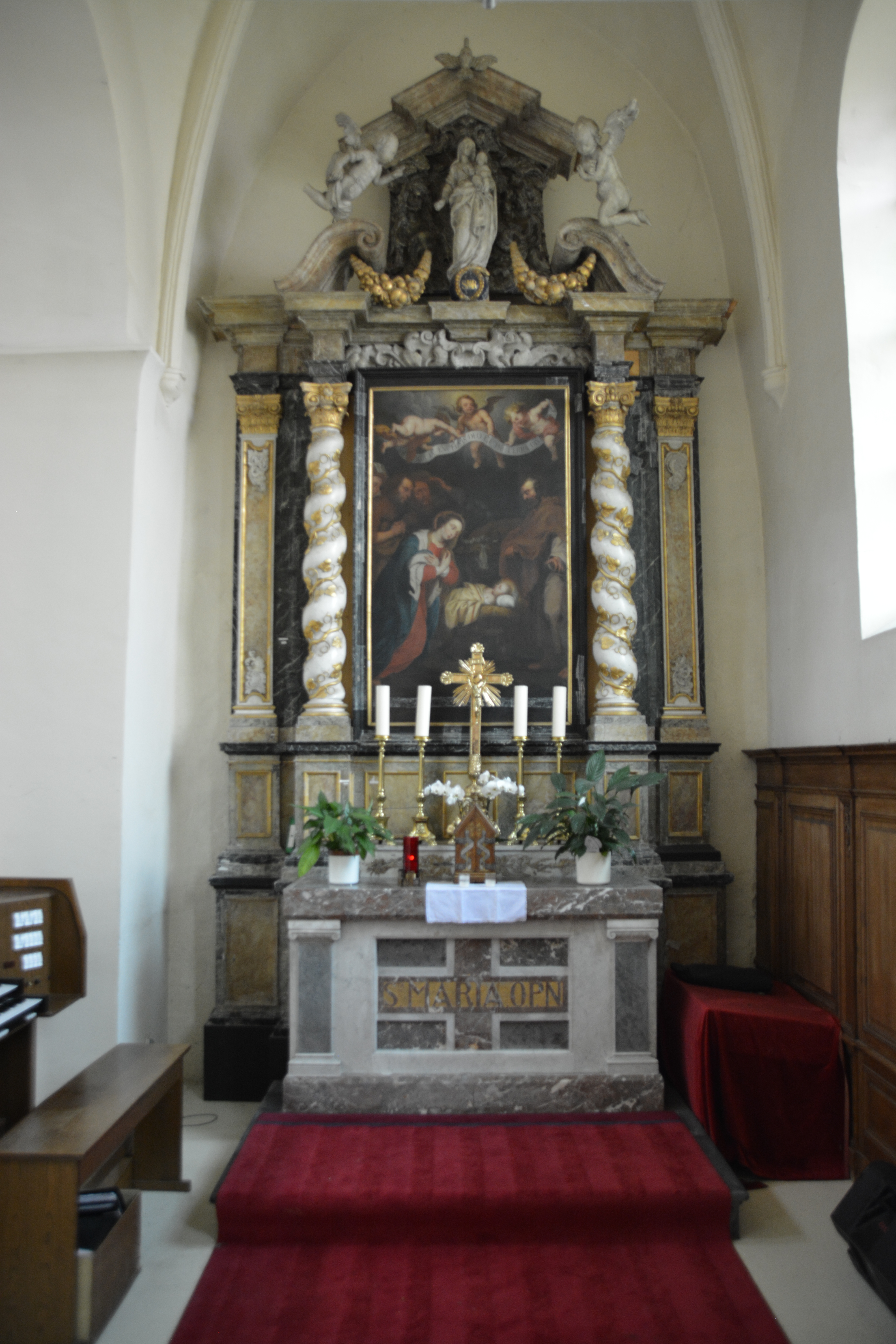
Geboorte van Christus door Simon II de Pape